# Libano ai XXII Giochi olimpici invernali
Il Libano ha partecipato ai XXII Giochi olimpici invernali, che si sono svolti dal 7 al 23 febbraio a Soči in Russia, con una delegazione composta da due atleti.

## Sci alpino

### Uomini
| Gara                     | Atleta           | Manche 1 | Manche 1  | Manche 2 | Manche 2  | Totale  | Totale    |
| Gara                     | Atleta           | Tempo    | Posizione | Tempo    | Posizione | Tempo   | Posizione |
| ------------------------ | ---------------- | -------- | --------- | -------- | --------- | ------- | --------- |
| Slalom gigante maschile  | Alexandre Mohbat | 1'38"96  | 75        | 1'38"89  | 69        | 3'17"85 | 69        |
| Slalom speciale maschile | Alexandre Mohbat | 1'03"77  | 75        | 1'18"02  | 42        | 2'21"79 | 42        |

### Donne
| Gara                      | Atleta        | Manche 1 | Manche 1  | Manche 2 | Manche 2  | Totale  | Totale    |
| Gara                      | Atleta        | Tempo    | Posizione | Tempo    | Posizione | Tempo   | Posizione |
| ------------------------- | ------------- | -------- | --------- | -------- | --------- | ------- | --------- |
| Slalom speciale femminile | Jacky Chamoun | 1'16"05  | 58        | 1'12"69  | 48        | 2'28"74 | 47        |